# 분노의 핑퐁
분노의 핑퐁(Balls of Fury)은 2007년 개봉한 미국의 영화이다.

## 출연
- 댄 포글러 - 랜디 데이토나 (Randy Daytona)
- 제임스 홍 - 마스터 웡 (Master Wong)
- 크리스토퍼 워컨 - 펭 (Feng)
- 조지 로페즈 - 어니 로드리게스 (Ernie Rodriguez)
- 매기 큐 - 매기 웡 (Maggie Wong)
- 토머스 레넌 - 카를 볼프슈타크 (Karl Wolfschtagg)
- 제이슨 스콧 리 - 에디 (Eddie)
- 아이샤 타일러 - 마호가니 (Mahogany)
- 캐시 심 - 외교관
- 디드릭 베이더 - 게리 (Gary)
- 캐리 히로유키 타가와 - 수상쩍은 아시아인
- 테리 크루스 - 프레디 윌슨 (Freddy Wilson)